# 高山拉面

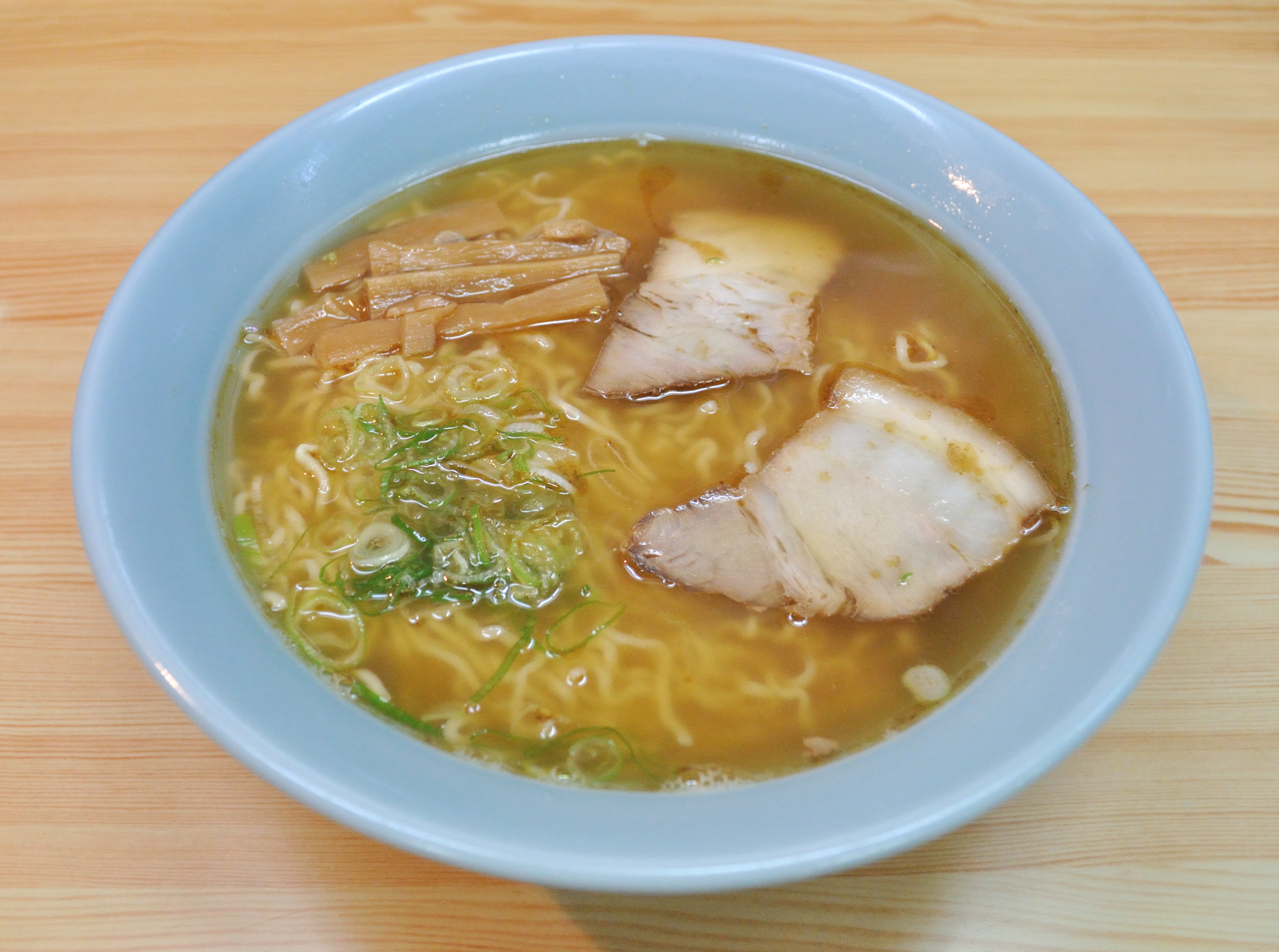
高山拉面

高山拉面（日语：／ takayama rāmen）是岐阜县高山市流行的一种拉面，属于酱油拉面派系。因当地处于飞驒地方，有时也被称为飞驒拉面或者飞驒高山拉面。动画电影《你的名字。》的主角食用过这种拉面，电影上映后，高山拉面的人气大涨。目前，这种拉面在中国、加拿大一些拉面店也有售卖。

## 拉面特点
日本拉面一般分为味噌拉面、酱油拉面、盐味拉面、豚骨拉面等，而高山拉面属于酱油拉面派系。与其他的日本拉面相比，高山拉麵的脂肪含量较低。高山拉面的汤头是由鸡肉、鲣鱼干、蔬菜为底，加入酱油、味噌的秘传酱汁熬制而成，面条为细卷麵。
大多数拉面，通常是将汤和调味汁分开烹饪。但高山拉面的特点是将汤和调味汁混合在一起烹饪。虽然都称之为“高山拉面”，但不同店铺的配料和做法都有所不同，其风味也有所不同。
高山面条被认为是起源于昭和初期，当地人称之为“中华荞麵”（中華そば）。据说是因为高山拉面的起源是一家于昭和13年（1938年）成立，挂有“中华荞麵”门帘的小吃摊。这个小吃摊推出的中华风拉麵在当时大受欢迎，从此由此拉面发展而来的高山拉面就被称为“中华荞麵”。